# Западен Джордан
Западен Джордан (на английски: West Jordan) е град в окръг Солт Лейк, щата Юта, САЩ. Западен Джордан е с население от 104 447 жители (2008) и обща площ от 80 km². Намира се на 1333 m надморска височина. ZIP кодът му е 84081, 84084, 84088, а телефонният му код е 385, 801.